# Монорейка системи Лартіго

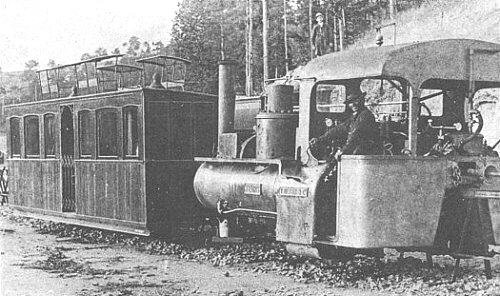
Локомотив та пасажирський вагон лінії Feurs-Panissières, Франція

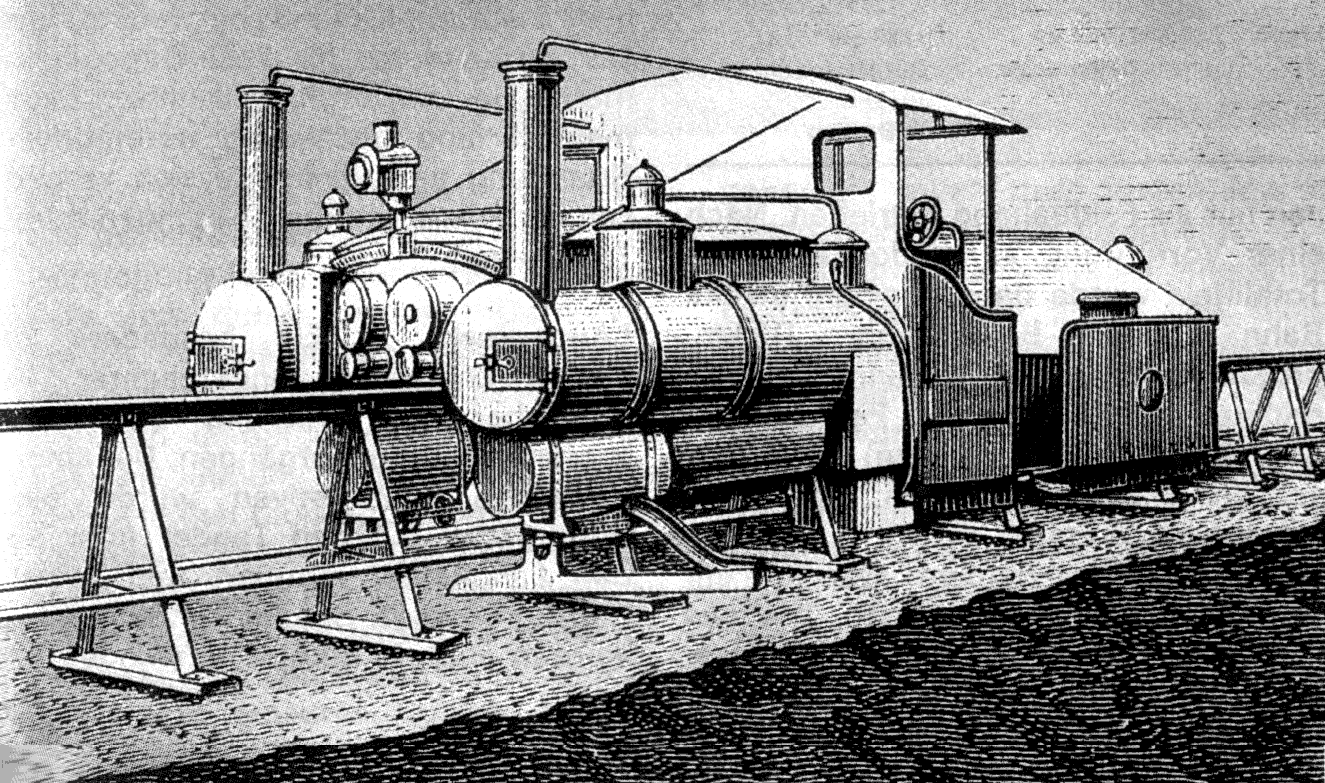
Ескіз локомотива Лартоміт

Монорейка системи Лартіго — залізниця, розроблена французьким інженером Шарлем Ларіті (1834—1907) на основі монорейкової системи, запряженої конем, винайденої Генрі Робінсоном Палмером у 1821 році.

## Історія створення
Найвідомішою залізницею Лартіго була залізниця Лістоуел та Баллібуніон в Ірландії.
Залізниця довжиною 17 км була побудована у 1895 р. у французькому департаменті Луара.
Ларіті бачив верблюдів в Алжирі, які несли на спині важкі вантажі. Побачене надихнуло його на проектування нового типу залізниці. Замість звичайних паралельних рейок на землі він поклав єдину рейку, яка трималася на А-подібних естакадах. Екіпажі сиділи верхи на естакадах.
До 1881 р. Ларіті побудував монорейкові дороги довжиною 90 км для перевезення еспартової трави через алжирську пустелю.
Побудована система Лартіго не була справді монорейкою, оскільки потрібно було додати ще дві рейки, по одній з кожного боку, нижче по A-рамах. Безсилові стабілізуючі колеса, встановлені на всіх двигунах, стикалися з додатковими рейками, щоб уникнути перебалансування транспортних засобів.

## Залізниці Лістоуел і Баллібуніон

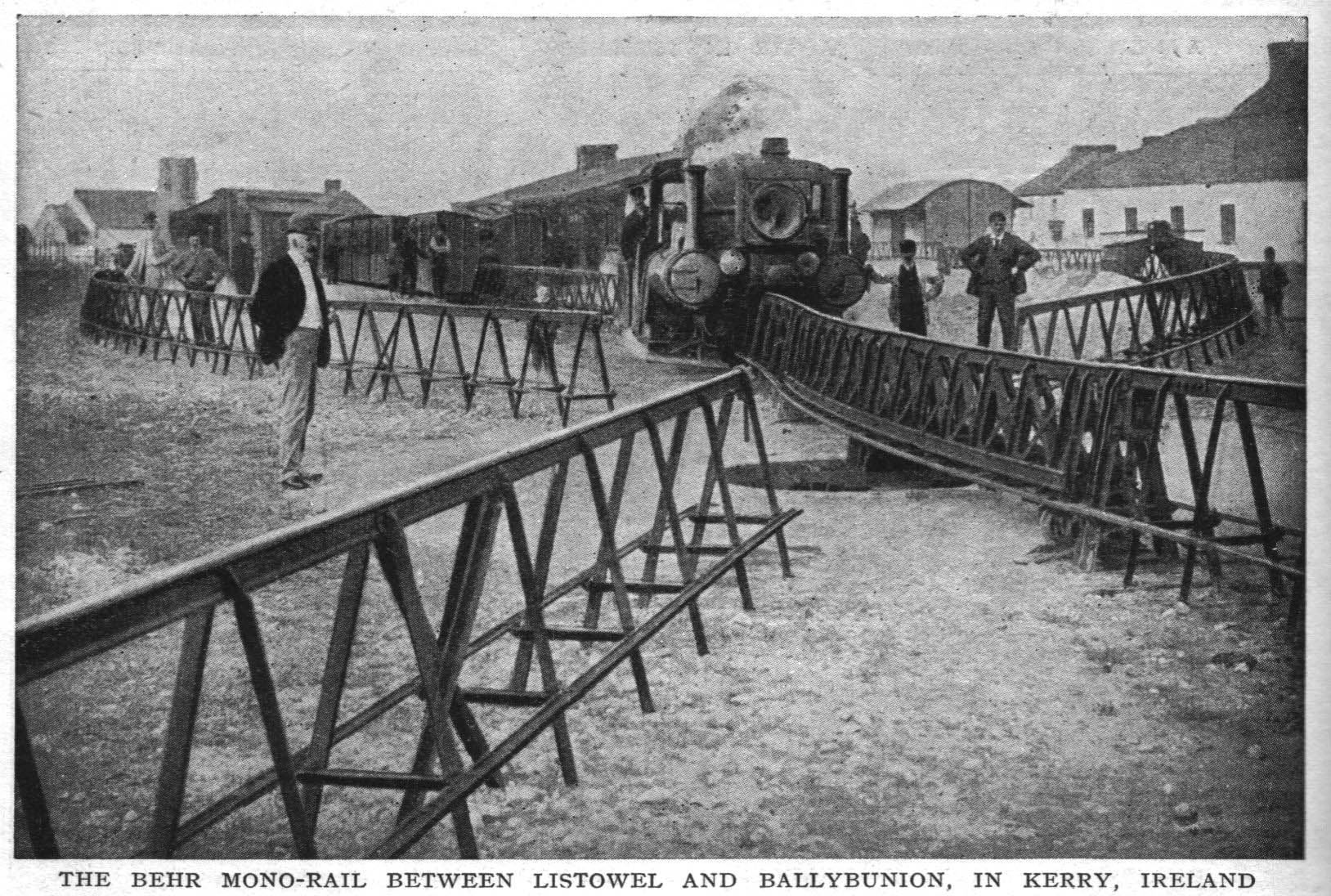
Вузол на залізниці Лістоуел та Баллібуніон

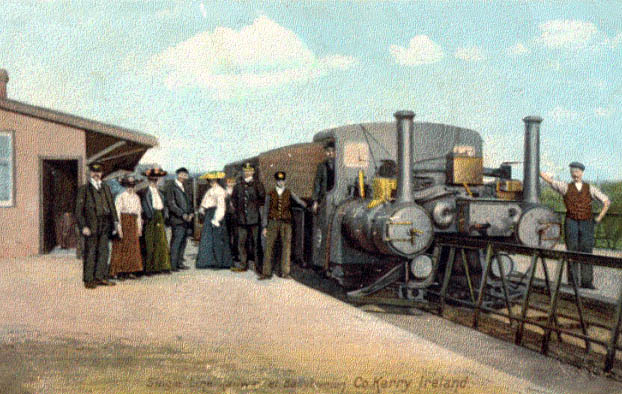
Баллібуніон

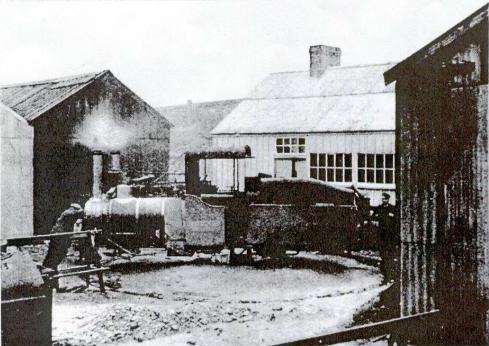
У Лістоуелі

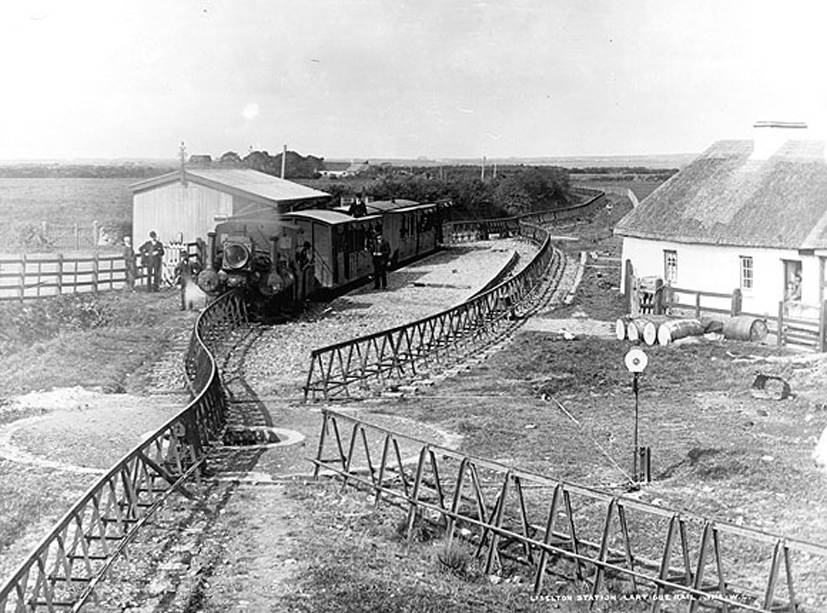
Залізнична петля

14.4 км монорейкові дороги побудовані за принципом Ларіті в графстві Керрі в Ірландії. Така дорога пов'язала Баллібуніон з лінією Північного Керрі в Лістоуелі. Була одна проміжна станція та прохідна петля в Лісселтоні. Лінія проходила біля головної дороги Лістоуел / Баллібуніон, була офіційно відкрита 29 лютого 1888 р.. Колія була збірною, легко монтувалася, а капітальні витрати склали 33 000 фунтів стерлінгів, що значно менше від звичайної залізниці.
Вантажі були рівномірно збалансованими. Якщо фермер хотів відправити корову на ринок, йому доводилося відправити двох телят, щоб збалансувати її, які б їхали назад по протилежних сторонах того самого вантажного вагона, тим самим врівноважуючи один одного.
Ще однією проблемою використання системи в населених районах було те, що через конструкцію колії неможливо було побудувати звичайні переїзди. Щоб дорога могла перетнути колію, потрібно було побудувати своєрідний двосторонній підйомний міст, який вимагав, щоб оператор ним керував. Там, де колії фермерів перетинали лінію, були залізничні переходи за принципом вертушки. Вони були заблоковані, а фермер, про якого йшлося, отримував ключ. Після розблокування колії можна було повернути в один бік, щоб використовувати переїзд. Переїзні мости були пов'язані з сигналами, які зупиняли будь-які поїзди; за цією системою дорожній рух завжди отримував пріоритет.
Під час руху пасажири не могли переходити з одного боку вагона на інший. Своєрідний пішохідний міст був вбудований в один кінець пасажирських вагонів, тоді як принаймні один такий міст перевозився на окремому вагоні. Це дозволяло пасажирам переходити з одного боку поїзда на інший, зупинившись на станції.
Звичайні залізничні пункти не можна було використовувати, тому цю функцію виконувала велика кількість вигнутих рухомих шматків колії, які при обертанні в один бік з'єднували основну та одну іншу колію. Повернувши кінець на кінець, крива йшла у зворотному напрямку, і таким чином з'єднувала основну та іншу колію. Пристрої не можна було назвати вертушками, оскільки їх можна було переміщати лише тоді, коли на них не було рухомого складу.
Три локомотиви 0-3-0 були сконструйовані компанією Hunslet Engine Company . Вони були спеціально побудовані з двома котлами для балансування на колії, а отже, двома топками, одну з яких водій мав запалити. Вони також були оснащені тендерами для додаткового використання на пагорбах. Ніжні колеса приводились у рух двома циліндрами через циліндричні шестерні. Два невеликі димоходи були встановлені на кожному тендері для скидання вихлопної пари з цих балонів. Менший двигун був використаний при будівництві залізниці, раніше використовуваний на демонстраційній лінії на полях Тотхілл у Лондоні.
Колія, установки та рухомий склад були пошкоджені під час громадянської війни в Ірландії 1922/23 рр. Невключення залізниці до Великих Південних залізниць — компанії, створеної урядом Ірландії для управління залізницями у Ірландській Вільній Державі, — привело до закриття. Останній потяг курсував 14 жовтня 1924 року.

### ДТП
29 вересня 1889 року біля мосту Гейлі зійшов з рейок пасажирський поїзд, ймовірно, в результаті диверсії на лінії. Кілька болтів було вилучено з колії та відкинуто на деяку відстань. На щастя, ніхто не постраждав.
28 листопада 1907 року поїзд зіткнувся з кількома шпалами на естакаді та зійшов з рейок.

### Реставрація

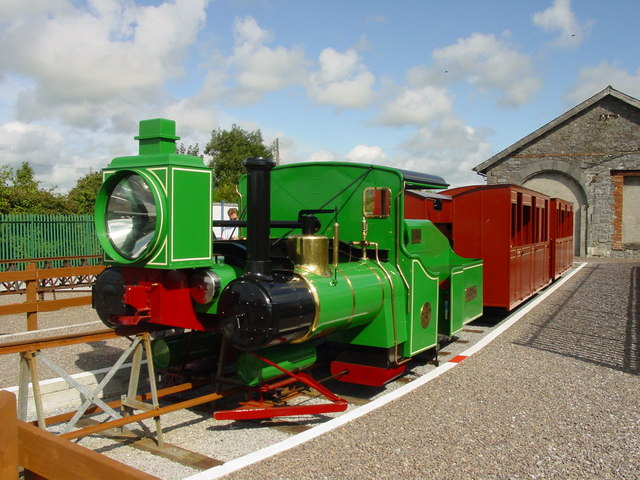
Новий локомотив «Ларітаті»

У 2003 р. Добровільна організація з Листовеля Комітет з відновлення монорейкових доріг Лартіга відкрив однокілометрову ділянку монорельсової дороги на колишній лінії Північного Керрі в Листовелі.

## Інші приклади
Монорейка Centennial на виставці Centennial 1876 року у Філадельфії була повнорозмірною, але короткою (155 метрів довжиною) демонстрацією монорельсу Лартіґі.
Залізниця Бредфорд і Фостер Брук у графстві Мак-Кін, штат Пенсильванія була побудована в 1878 році для обслуговування нафтового буму Пенсильванії, але працювала менше року.
У північній пустелі Мохаве в Каліфорнії монорейка була побудована в 1924 році. Він діяв лише до червня 1926 р., коли родовища корисних копалин вичерпались, і був розібраний на металобрухт наприкінці 1930-х.